# Gerichtsbezirk Dorna Watra
Der Gerichtsbezirk Dorna Watra (auch: Dorna; rumänisch: Vatra Dornei; ruthenisch: Dornawatra) war ein dem Bezirksgericht Dorna Watra unterstehender Gerichtsbezirk im Herzogtum Bukowina. Der Gerichtsbezirk umfasste Gebiete im Südwesten der Bukowina bzw. im heutigen Rumänien. Nach dem Ersten Weltkrieg musste Österreich den gesamten Gerichtsbezirk an Rumänien abtreten, nach dem Zweiten Weltkrieg verblieb das Gebiet bei Rumänien. Er ist heute Teil des Kreises Suceava.

## Geschichte
Im Zuge der Neuordnung des Gerichtswesen im Kaisertum Österreich waren im Juni 1849 die allgemeinen Grundzüge der Gerichtsverfassung in den Kronländern durch Kaiser Franz Joseph I. genehmigt worden. Hierauf ließ Justizminister Anton von Schmerling Pläne zur Organisierung des Gerichtswesens in der Bukowina ausarbeiten, die der Kaiser am 6. November 1850 per Verordnung ebenfalls genehmigte. Mit der Reorganisation ging die Abschaffung der landesfürstlichen Gerichte ebenso wie der Patrimonial-Gerichte einher, wobei Schmerling ursprünglich die Errichtung von 17 Bezirksgerichten plante und die Bukowina dem Oberlandesgericht Stanislau unterstellt werden sollte. Schließlich schufen die Behörden nur 15 Bezirksgerichte, die man dem Landesgericht Czernowitz bzw. dem Oberlandesgericht Lemberg zuordnete. Die Errichtung der gemischten Bezirksämter, die neben der Verwaltung auch die Justiz zu besorgen hatten, wurde schließlich per 29. September 1855 amtswirksam. Der Gerichtsbezirk Dorna Watra bestand 1854 aus den Gemeinden Dorna Watra mit Dorna kilie, Dorna pedzumalei, Dorna kandreny mit Koszna, Jakobeny, Kirlibaba (Kimpolunger Antheil), Pojana stampi mit Pilugani und Czokanesti und war dem Untersuchungsgericht für Verbrechen und Vergehen in Suczawa unterstellt. Per 1. August 1860 wurden auch die im Bezirke Radautz gelegene Fraktion der Ortschaft Kirlibaba dem Gerichtsbezirk Dorna Watra zugewiesen.
Im Zuge der Trennung der politischen von der judikativen Verwaltung bildete der Gerichtsbezirk Dorna Watra ab 1868 gemeinsam mit dem Gerichtsbezirk Kimpolung den Bezirk Kimpolung. 1903 wurde auf dem Gebiet des Bezirks Kimpolung zusätzlich die Schaffung des Gerichtsbezirk Stulpikany verordnet, der aus einem Teil der Gemeinden des Gerichtsbezirks Kimpolung gebildet wurde. Bis diese Schaffung amtswirksam wurde, dauerte es jedoch bis zum 1. September 1910.
Der Gerichtsbezirk Dorna Watra wies 1854 eine Bevölkerung von 6.940 Einwohnern auf einer Fläche von 12,0 Quadratmeilen auf. 1869 beherbergte der Gerichtsbezirk eine Bevölkerung von 9.411 Personen, bis 1900 stieg die Einwohnerzahl auf 14.406 Personen an. Von der Bevölkerung hatten 1900 7.480 Rumänisch (51,9 %) als Umgangssprache angegeben, 5.220 Personen sprachen Deutsch (36,2 %), 446 Ruthenisch (3,1 %) und 319 eine andere Sprache (2,2 %). Der Gerichtsbezirk umfasste 1900 eine Fläche von 652,84 km² und sechs Gemeinden sowie zwei Gutsgebiete.